# Трёгер, Кристиан
Кристиан-Александер Трёгер (нем. Christian-Alexander Tröger; род. 6 октября 1969 года, Мюнхен, Бавария, Западная Германия) — немецкий пловец. Выступал в плавании вольным стилем на дистанциях 50, 100, и 200 метров. Чемпион мира и Европы на короткой воде.
Принял участие в трёх Олимпийских играх: Барселоне-1992, Атланте-1996 и Сиднее-2000. 
Выиграл три медали в эстафете. Лучший индивидуальный результат Трёгера — седьмой в заплыве на 100 метров в Барселоне.

## Личный рекорд
- 100 метров вольный стиль: 49,74
- 200 метров вольный стиль: 1:49,86[3]